# Tremarctos
Tremarctos es un género de mamíferos carnívoros de la familia de los úrsidos nativo de América desde el Plioceno hasta el presente. La especie norteña, el oso de hocico corto de florida se extinguió hace 11 000 años. La única especie de Tremarctos viviente es el sudamericano oso andino o de anteojos.

## Especies
- Tremarctos ornatus - Oso de anteojos
- Tremarctos floridanus - † Oso de hocico corto de florida